# Onciale 052
- Papyrus
- Onciale
- Minuscules
- Lectionnaire

Le Codex 052, ou Codex Athous Panteleimonos, portant le numéro de référence 052 (Gregory-Aland), est un manuscrit du Nouveau Testament sur parchemin en écriture grecque onciale. 

## Description
Le codex se compose de 4 folios. Il est écrit en deux colonnes, comportant 27 lignes par colonne. Les dimensions du manuscrit sont 29.5 x 23 cm,.
Le codex est un manuscrit contenant le texte incomplet de l'Apocalypse (7,16-8,12) avec commentaire. Il est divisé en κεφαλαια (chapitres), dont les numéros sont inscrits en marge, et les τιτλοι (titres de chapitres) apparaissent en aut des pages.
Les paléographes datent ce manuscrit du Xe siècle.
Le texte du codex est représentatif du type Byzantin. Kurt Aland le classe en Catégorie V.
Il est conservé dans le monastère de Panteleimon, au Mont Athos.